# William Heath
William Heath, född 1795, död 1840, var en djärv engelsk satiriker med karikatyren och akvarellmålningen som huvudsaklig arbetsform.
Han representerade den generation som var arvtagare till tecknare som James Gillray och som ersattes av den politiskt mer tama Punch-stilen. Heath var också verksam under pseudonymen "Paul Pry". Heath var med och grundade satirtidningarna Glasgow och The Northern Looking Glass.